# Tokimonsta
Tokimonsta, stilizzato TOKiMONSTA, pseudonimo di Jennifer Lee (Los Angeles, 26 gennaio 1988), è una disc jockey e produttrice discografica statunitense, formatasi a Los Angeles.
Ha collaborato con vari artisti tra cui Anderson Paak, Isaiah Rashad, Selah Sue, e Zhu. Ha anche remixato brani di Beck, Duran Duran, Ólafur Arnalds e Odesza. Nel 2019 è stata nominata al Grammy Award al miglior album dance/elettronico per Lune Rouge.

## Discografia

### Album in studio
- 2010 – Midnight Menu
- 2013 – Half Shadows
- 2014 – Desiderium
- 2016 – Fovere
- 2017 – Lune Rouge
- 2020 – Oasis Nocturno

### EP
- 2008 – Bedtime Lullabies
- 2010 – Cosmic Intoxication
- 2011 – Creature Dreams
- 2011 – Los Angeles 8/10 (con Mike Gao)
- 2012 – Boom (con Suzi Analogue)
- 2015 – You're Invited (con Gavin Turek)
- 2020 – Come And Go Remixed
- 2020 – Get Me Some Remixed

### Remix
- 2010 – Shlohmo - Hot Boxing the Cockpit
- 2010 – Suzi Analogue - NXT MSG
- 2011 – Eight and a Half - Scissors
- 2011 – Take - Horizontal Figuration
- 2011 – Andreya Triana - Far Closer
- 2011 – Swede:Art - I'm a R.O.B.O.T.
- 2011 – Daedelus - Tailor-Made
- 2011 – Kidkanevil - Megajoy
- 2012 – Hundred Waters - Thistle
- 2012 – Jodeci - Freek'n You
- 2013 – Stan Getz & João Gilberto - Corcovado
- 2013 – Felix Cartal - New Scene
- 2013 – Justin Timberlake - Suit & Tie
- 2014 – Tinashe - 2 On
- 2014 – Elizabeth Rose - Sensibility
- 2014 – Kilo Kish - IOU
- 2014 – Jessie Ware - Keep On Lying
- 2014 – Mariah Carey - Heartbreaker (con Io Echo)
- 2014 – Lupe Fiasco - Superstar
- 2015 – Yacht - Where Does This Disco?
- 2015 – The Drums - There's Nothing Left
- 2015 – Gavin Turek - Frontline
- 2016 – Lil Uzi Vert - Team Rocket
- 2016 – Beck - Wow
- 2018 – Maroon 5 feat. Cardi B – Girls like You
- 2018 – George FitzGerald e Lil Silva - Rollback
- 2018 – Odesza - Falls
- 2019 – Olafur Arnalds - They Sink

## Premi e riconoscimenti
- Grammy Awards
  - 2019 – candidatura al miglior album dance/elettronico